# Milton Muke
Milton Muke (Rodesia del Norte, 10 de junio de 1951) es un exfutbolista de Zambia que jugó en la posición de defensa.

## Carrera

### Club
Jugó toda su carrera con el Green Buffaloes de 1973 a 1983, con el que fue campeón nacional en seis ocasiones y cuatro ediciones de la copa desafío.

### Selección nacional
Jugó para Zambia en cinco ocasiones de 1980 a 1982, participó en la Copa Africana de Naciones 1982 y en los Juegos Olímpicos de Moscú 1980.

## Logros
- Primera División de Zambia (6): 1973, 1974, 1975, 1977, 1979, 1981
- Copa Desafío de Zambia (4): 1973, 1975, 1977, 1979